# 宇和島市
宇和島市（日语：／ Uwajima shi */?）是位於日本愛媛縣西南部的城市，也是南予地方的中心城市。西邊為面向宇和海的谷灣海岸，境內約74%的面積被森林覆蓋，人口主要集中在沿海平原與內陸盆地。當地在江戶時代為以宇和島城為中心發展的城下町，現今則以鬥牛而聞名。宇和島市為愛媛縣漁港數量最多的行政區，當地居民利用谷灣地形進行珍珠與鯛魚等魚類的養殖，珍珠的生產量在日本名列前茅。
四國八十八箇所中的第41號札所龍光寺、第42號札所佛木寺皆坐落於市內。

## 地理
宇和島市的轄區包括宇和海上5個有人居住的島嶼及多個無人島。東邊為鬼城山脈，其海拔多超過1000公尺以上。流經北部地區的三間川往東南注入四萬十川並流向高知縣。

### 氣候
宇和島市的年均溫約為16至18℃，整年氣候相當溫暖。當地降雨集中在夏季，受到梅雨及颱風過境的影響，有時年降雨量會超過2500毫米。由於當地西邊面向豐後水道，東部則為高山，冬季從日本海吹來的西北季風使沿海地區與山區的降雨量產生差異。

## 歷史
宇和島最早在941年已漸有堡壘。慶長元年至6年（1596年至1601年），藤堂高虎在宇和島建造宇和島城。慶長20年（1615年），伊達政宗的長男伊達秀宗拜領宇和郡10萬石領地，並入主宇和島城，為宇和島伊達家之始祖。宇和島城周邊地區開始以城下町的形式發展。

### 年表
- 1889年12月15日：實施町村制，現在的轄區在當時分屬：
  - 北宇和郡：宇和島町、丸穗村、八幡村、九島村、高光村、三浦村、來村、日振島村、遊子村、蔣淵村、下波村、戶島村、吉田町、立間尻村、立間村、喜佐方村、奧南村、津島村、北灘村、清滿村、畑地村、下灘村、三間村、成妙村、二名村。
  - 東宇和郡：玉津村，
- 1895年7月1日：津島村被分割為高近村和岩松村。
- 1899年7月1日：御槙村從清滿村中分出。
- 1917年5月1日：丸穗村被併入宇和島町。
- 1919年10月3日：岩松村改制為岩松町。
- 1921年8月1日：宇和島町和八幡村合併為宇和島市。
- 1934年9月1日：九島村被併入宇和島市。
- 1938年2月11日：立間尻村被併入吉田町。
- 1938年9月10日：高近村被併入岩松町。
- 1951年4月1日：北灘村的部份地區被併入岩松町。
- 1954年10月10日：三間村、成妙村、二名村合併為三間町。
- 1955年2月11日：清滿村、御槙村、岩松町、北灘村、畑地村、下灘村合併為津島町。
- 1955年3月1日：吉田町、立間村、喜佐方村、奧南村、玉津村和高光村的部份地區合併為新設置的吉田町。
- 1955年3月31日：高光村和三浦村被併入宇和島市。
- 1957年1月1日：來村被併入宇和島市。
- 1958年4月1日：下波村、蔣淵村、遊子村、戶島村、日振島村合併為宇和海村。
- 1958年8月1日：廣見町的部份地區被併入三間町。
- 1974年4月1日：宇和海村被併入宇和島市。
- 2005年8月1日：吉田町、三間町、津島町和宇和島市合併為新設置的宇和島市[12]，並脫離北宇和郡。

### 變遷表
| 1889年4月1日               | 1889年 - 1926年     | 1889年 - 1926年       | 1926年 - 1954年             | 1955年 - 1989年             | 1955年 - 1989年             | 1989年 - 現在               | 現在                        |
| -------------------------- | ------------------- | --------------------- | --------------------------- | --------------------------- | --------------------------- | --------------------------- | --------------------------- |
| 玉津村                     | 玉津村              | 玉津村                | 玉津村                      | 1955年3月1日 合併為吉田町   | 1955年3月1日 合併為吉田町   | 2005年8月1日 合併為宇和島市 | 2005年8月1日 合併為宇和島市 |
| 吉田町                     |                     |                       |                             | 1955年3月1日 合併為吉田町   | 1955年3月1日 合併為吉田町   | 2005年8月1日 合併為宇和島市 | 2005年8月1日 合併為宇和島市 |
| 立間尻村                   | 立間尻村            | 立間尻村              | 1938年2月11日 併入吉田町    | 1955年3月1日 合併為吉田町   | 1955年3月1日 合併為吉田町   | 2005年8月1日 合併為宇和島市 | 2005年8月1日 合併為宇和島市 |
| 立間村                     |                     |                       |                             | 1955年3月1日 合併為吉田町   | 1955年3月1日 合併為吉田町   | 2005年8月1日 合併為宇和島市 | 2005年8月1日 合併為宇和島市 |
| 喜佐方村                   |                     |                       |                             | 1955年3月1日 合併為吉田町   | 1955年3月1日 合併為吉田町   | 2005年8月1日 合併為宇和島市 | 2005年8月1日 合併為宇和島市 |
| 奧南村                     |                     |                       |                             | 1955年3月1日 合併為吉田町   | 1955年3月1日 合併為吉田町   | 2005年8月1日 合併為宇和島市 | 2005年8月1日 合併為宇和島市 |
| 高光村                     |                     |                       |                             | 1955年3月1日 合併為吉田町   | 1955年3月1日 合併為吉田町   | 2005年8月1日 合併為宇和島市 | 2005年8月1日 合併為宇和島市 |
| 1955年3月31日 併入宇和島市 | 宇和島市            |                       |                             |                             |                             | 2005年8月1日 合併為宇和島市 | 2005年8月1日 合併為宇和島市 |
| 宇和島町                   | 宇和島町            | 1921年8月1日 宇和島市 | 1921年8月1日 宇和島市       | 宇和島市                    |                             | 2005年8月1日 合併為宇和島市 | 2005年8月1日 合併為宇和島市 |
| 丸穗村                     | 宇和島市            | 1921年8月1日 宇和島市 | 1921年8月1日 宇和島市       | 宇和島市                    | 1917年5月1日 併入宇和島町   | 2005年8月1日 合併為宇和島市 | 2005年8月1日 合併為宇和島市 |
| 八幡村                     | 宇和島市            | 1921年8月1日 宇和島市 | 1921年8月1日 宇和島市       | 宇和島市                    |                             | 2005年8月1日 合併為宇和島市 | 2005年8月1日 合併為宇和島市 |
| 九島村                     | 九島村              | 九島村                | 1934年9月1日 併入宇和島市   | 宇和島市                    |                             | 2005年8月1日 合併為宇和島市 | 2005年8月1日 合併為宇和島市 |
| 三浦村                     | 三浦村              | 三浦村                | 三浦村                      | 1955年3月31日 併入宇和島市  |                             | 2005年8月1日 合併為宇和島市 | 2005年8月1日 合併為宇和島市 |
| 來村                       | 來村                | 來村                  | 來村                        | 1957年1月1日 併入宇和島市   |                             | 2005年8月1日 合併為宇和島市 | 2005年8月1日 合併為宇和島市 |
| 日振島村                   | 日振島村            | 日振島村              | 日振島村                    | 1958年4月1日 合併為宇和海村 | 1974年4月1日 併入宇和島市   | 2005年8月1日 合併為宇和島市 | 2005年8月1日 合併為宇和島市 |
| 遊子村                     |                     |                       |                             | 1958年4月1日 合併為宇和海村 | 1974年4月1日 併入宇和島市   | 2005年8月1日 合併為宇和島市 | 2005年8月1日 合併為宇和島市 |
| 蔣淵村                     |                     |                       |                             | 1958年4月1日 合併為宇和海村 | 1974年4月1日 併入宇和島市   | 2005年8月1日 合併為宇和島市 | 2005年8月1日 合併為宇和島市 |
| 下波村                     |                     |                       |                             | 1958年4月1日 合併為宇和海村 | 1974年4月1日 併入宇和島市   | 2005年8月1日 合併為宇和島市 | 2005年8月1日 合併為宇和島市 |
| 戶島村                     |                     |                       |                             | 1958年4月1日 合併為宇和海村 | 1974年4月1日 併入宇和島市   | 2005年8月1日 合併為宇和島市 | 2005年8月1日 合併為宇和島市 |
| 津島村                     | 1895年7月1日 高近村 | 1895年7月1日 高近村   | 1938年9月10日 併入岩松町    | 1955年2月11日 合併為津島町  | 1955年2月11日 合併為津島町  | 2005年8月1日 合併為宇和島市 | 2005年8月1日 合併為宇和島市 |
| 津島村                     | 1895年7月1日 岩松村 | 1919年10月3日 岩松町  | 1919年10月3日 岩松町        | 1955年2月11日 合併為津島町  | 1955年2月11日 合併為津島町  | 2005年8月1日 合併為宇和島市 | 2005年8月1日 合併為宇和島市 |
| 北灘村                     |                     |                       |                             | 1955年2月11日 合併為津島町  | 1955年2月11日 合併為津島町  | 2005年8月1日 合併為宇和島市 | 2005年8月1日 合併為宇和島市 |
| 清滿村                     | 清滿村              | 清滿村                | 清滿村                      | 1955年2月11日 合併為津島町  | 1955年2月11日 合併為津島町  | 2005年8月1日 合併為宇和島市 | 2005年8月1日 合併為宇和島市 |
| 清滿村                     | 1899年7月1日 御槙村 |                       |                             | 1955年2月11日 合併為津島町  | 1955年2月11日 合併為津島町  | 2005年8月1日 合併為宇和島市 | 2005年8月1日 合併為宇和島市 |
| 畑地村                     |                     |                       |                             | 1955年2月11日 合併為津島町  | 1955年2月11日 合併為津島町  | 2005年8月1日 合併為宇和島市 | 2005年8月1日 合併為宇和島市 |
| 下灘村                     |                     |                       |                             | 1955年2月11日 合併為津島町  | 1955年2月11日 合併為津島町  | 2005年8月1日 合併為宇和島市 | 2005年8月1日 合併為宇和島市 |
| 三間村                     | 三間村              | 三間村                | 1954年10月10日 合併為三間町 | 1954年10月10日 合併為三間町 | 1954年10月10日 合併為三間町 | 2005年8月1日 合併為宇和島市 | 2005年8月1日 合併為宇和島市 |
| 成妙村                     |                     |                       | 1954年10月10日 合併為三間町 | 1954年10月10日 合併為三間町 | 1954年10月10日 合併為三間町 | 2005年8月1日 合併為宇和島市 | 2005年8月1日 合併為宇和島市 |
| 二名村                     |                     |                       | 1954年10月10日 合併為三間町 | 1954年10月10日 合併為三間町 | 1954年10月10日 合併為三間町 | 2005年8月1日 合併為宇和島市 | 2005年8月1日 合併為宇和島市 |

## 氣候
宇和島市位於中央構造線以南，受黑潮影響，氣候為溫暖的太平洋側氣候。當地在1927年7月22日創下了日最高氣溫40.2℃的記錄。該市在四國中也以櫻花開花時間早而聞名，但由於宇和島市的測候所被無人化，從2006年開始由市政府獨自調查並發表當地開花狀況。當地年均氣溫約為16至18度，夏季降水量較多，並且受到梅雨及颱風過境的影響，有時年降水量會超過2,500毫米。

## 行政

### 歷任市長
1. 山村豐次郎：1922年5月上任
2. 久野廉：1926年上任
3. 山村豐次郎：1927年3月上任
4. 高橋作一郎：1930年上任
5. 井上源一：1933年5月上任
6. 赤松桂：1936年7月上任
7. 樋口虎若：1938年7月上任
8. 高畠龜太郎：1939年6月上任
9. 上田宗一：1942年8月上任
10. 國松福禄：1946年5月上任
11. 中平常太郎：1951年5月上任
12. 中村純一：1955年5月上任
13. 中川千代治：1959年5月上任
14. 山本友一：1967年5月上任
15. 中川千代治：1971年5月上任
16. 山本友一：1972年4月上任
17. 菊池大藏：1981年2月上任
18. 柴田勲：1989年2月上任
19. 石橋寛久：2001年2月上任

平成合併後
1. 石橋寛久：2005年8月1日～2017年9月10日
2. 岡原文彰：2017年9月11日～現任

## 交通

### 鐵路
- 四國旅客鐵道
  - 予讚線: 立間車站 - 伊予吉田車站 - 高光車站 - 北宇和島車站 - 宇和島車站
  - 予土線: 北宇和島車站 - 務田車站 - 伊予宮野下車站 - 二名車站 - 大內車站

|  |  |
|  |  |

### 道路
高速道路
- 松山自動車道：三間交流道 - 宇和島北交流道
- 宇和島道路：宇和島北交流道 - 宇和島朝日交流道 - 宇和島坂下津交流道 - 宇和島別當交流道 - 宇和島南交流道 - 津島高田交流道

### 港口
- 宇和島港：有定期渡輪往返日振島、戶島、嘉島、九島等離島。

## 觀光資源

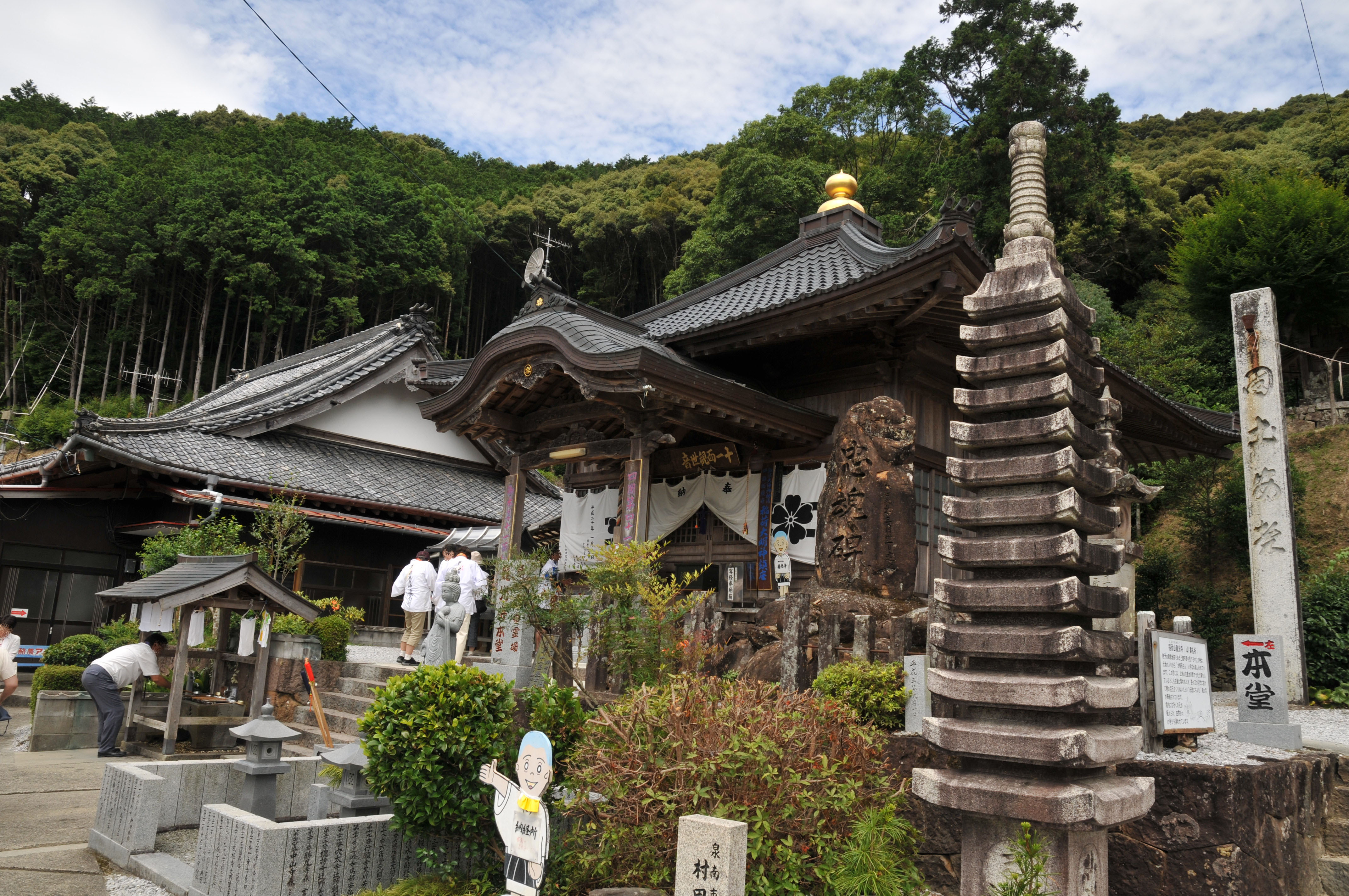
龍光寺本堂

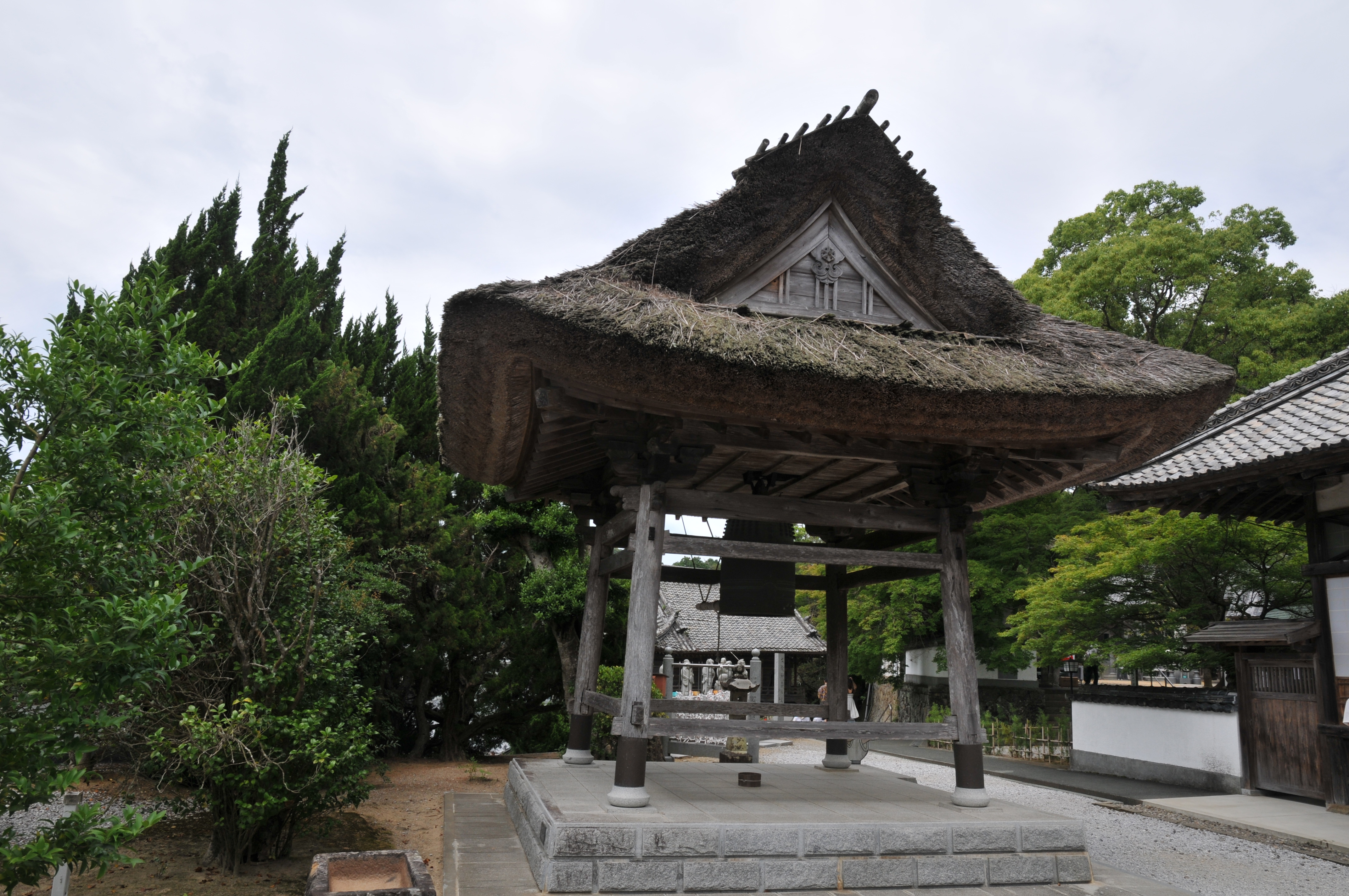
佛木寺鐘樓

### 景點
- 城山公園
  - 宇和島城
  - 城山鄉土館
- 宇和島市立伊達博物館
- 宇和島市立歷史資料館
- 天赦園
- 四國八十八箇所
  - 41番札所 稻荷山龍光寺
  - 42番札所 一山佛木寺

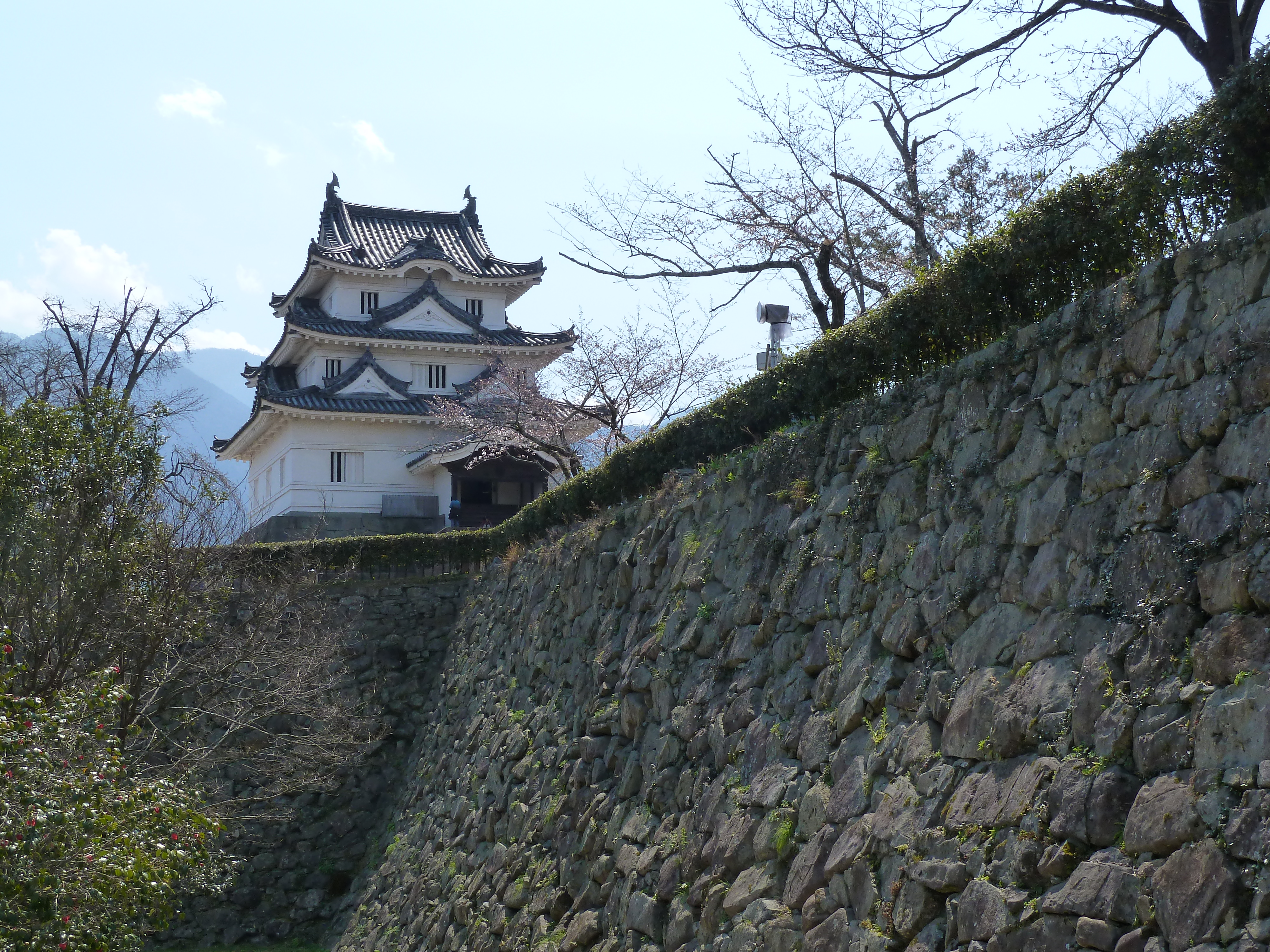
宇和島城
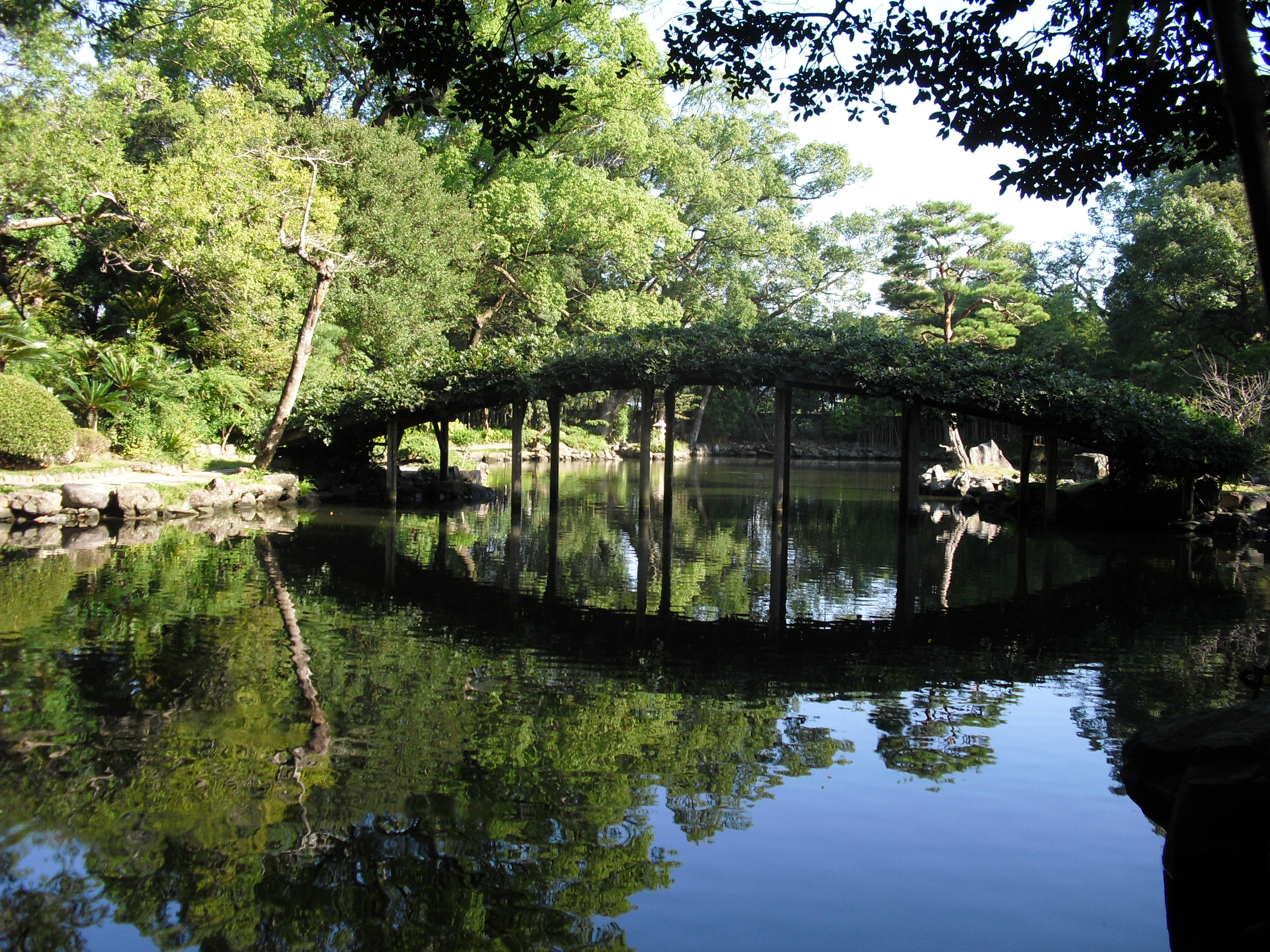
天赦園
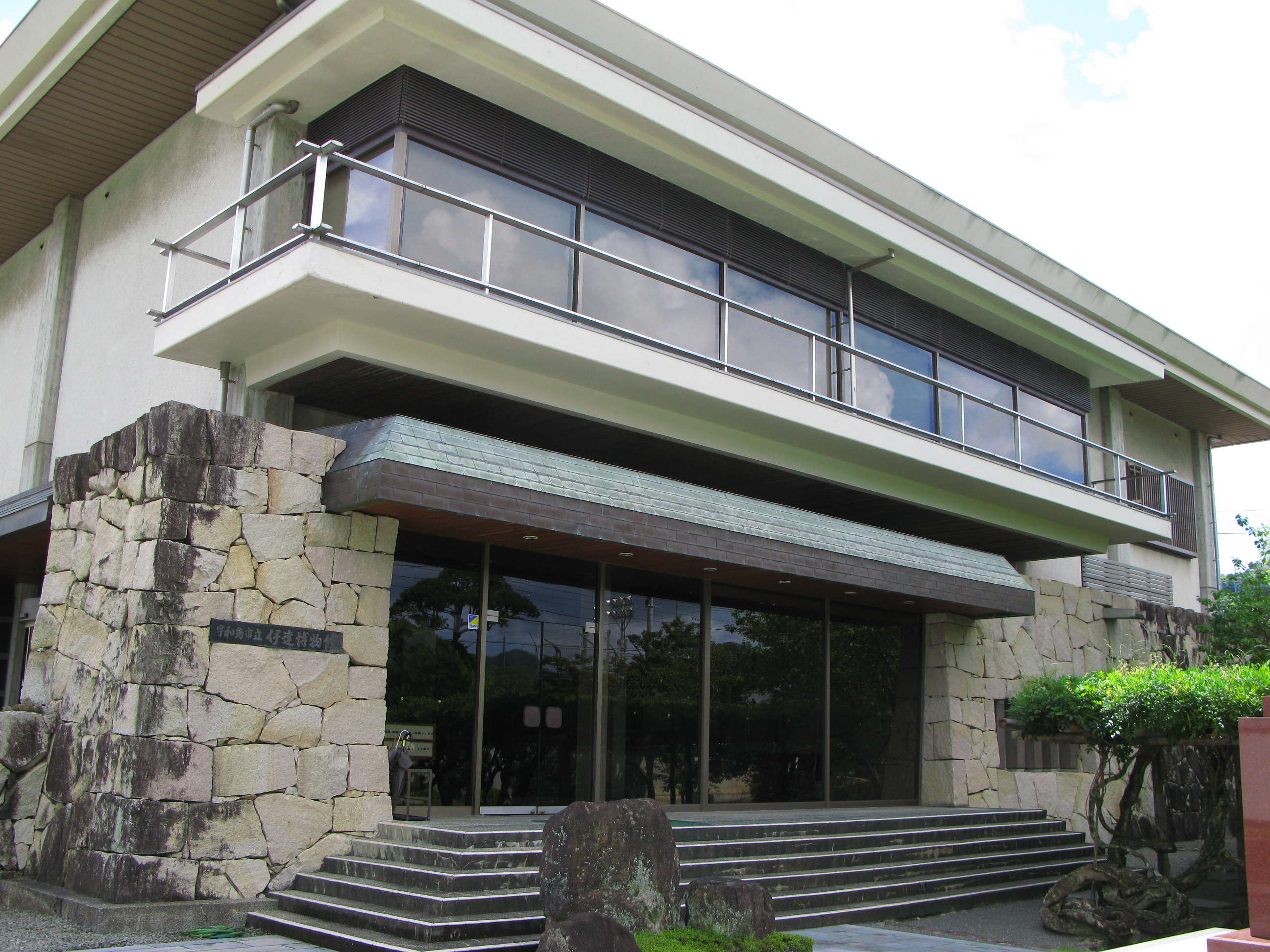
宇和島市立伊達博物館
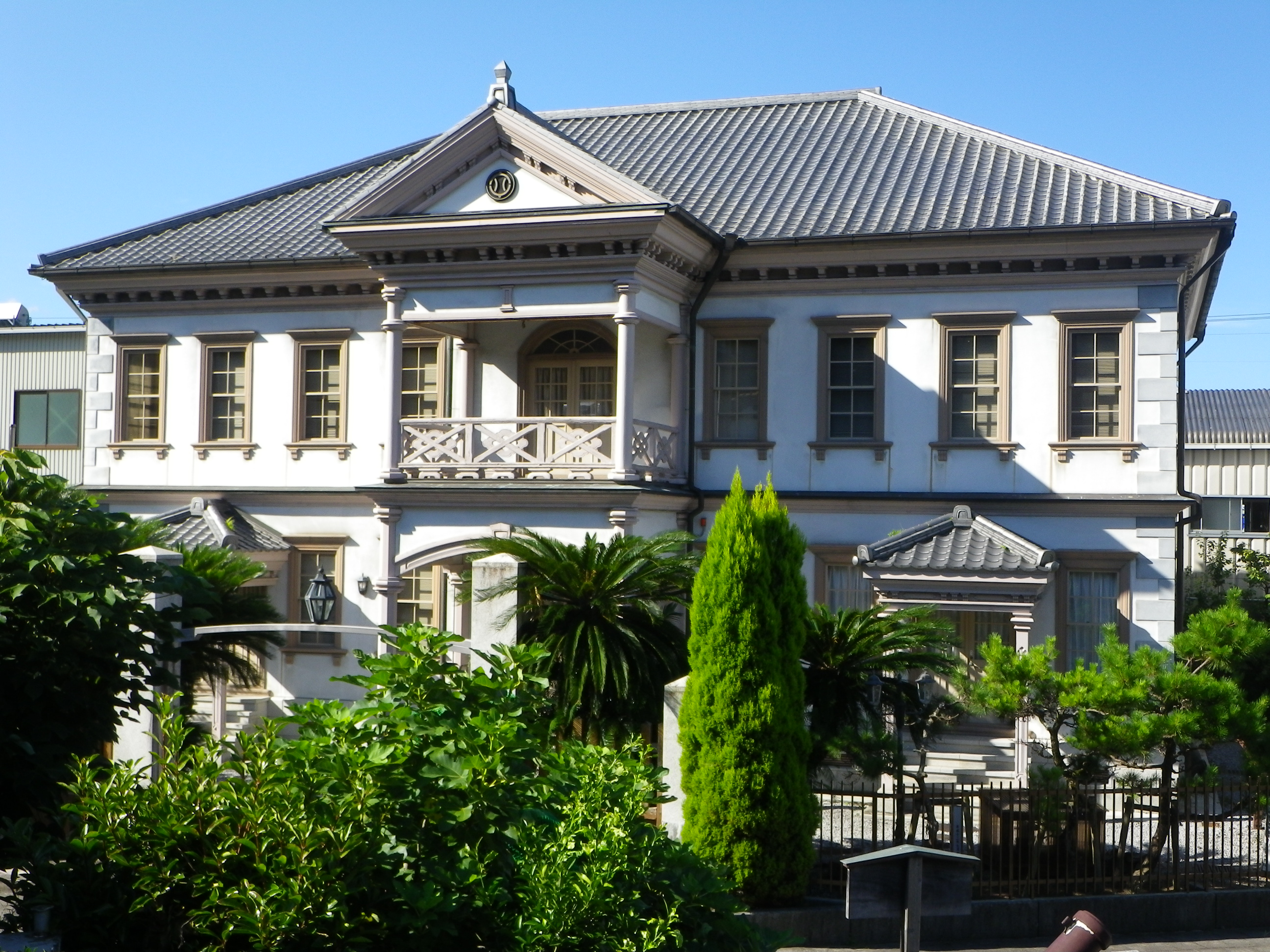
宇和島市立歴史資料館
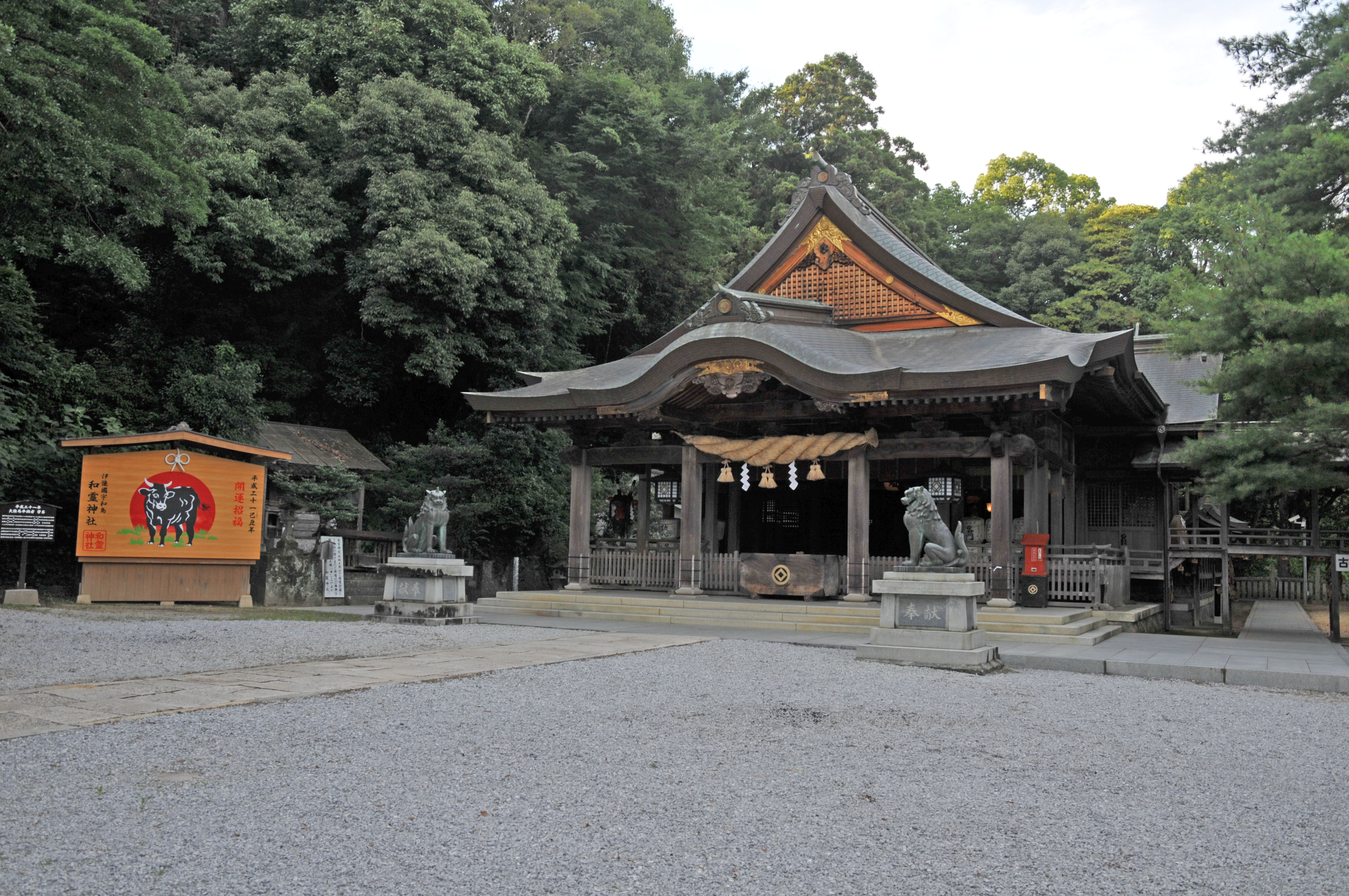
和靈神社
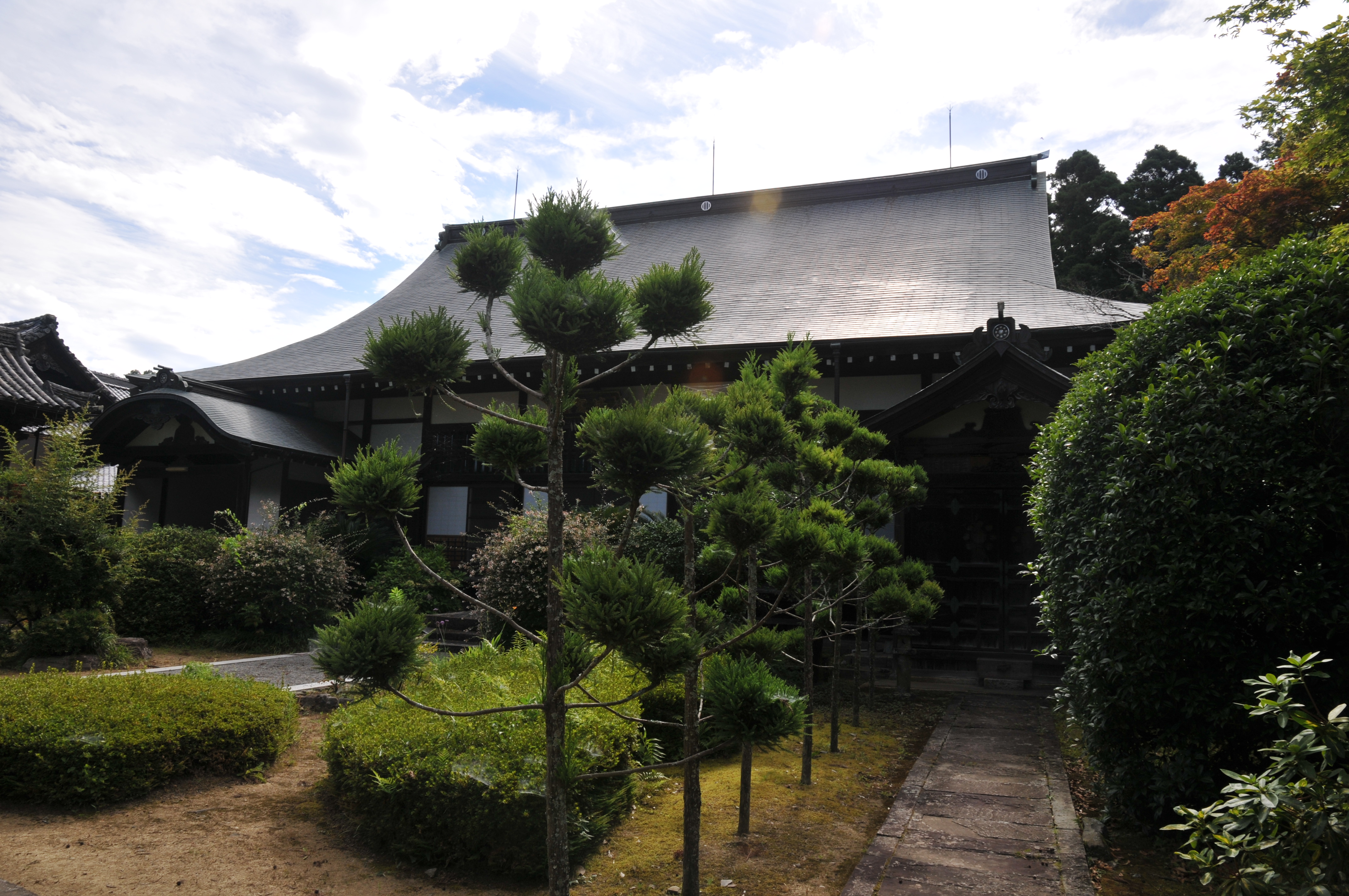
大隆寺
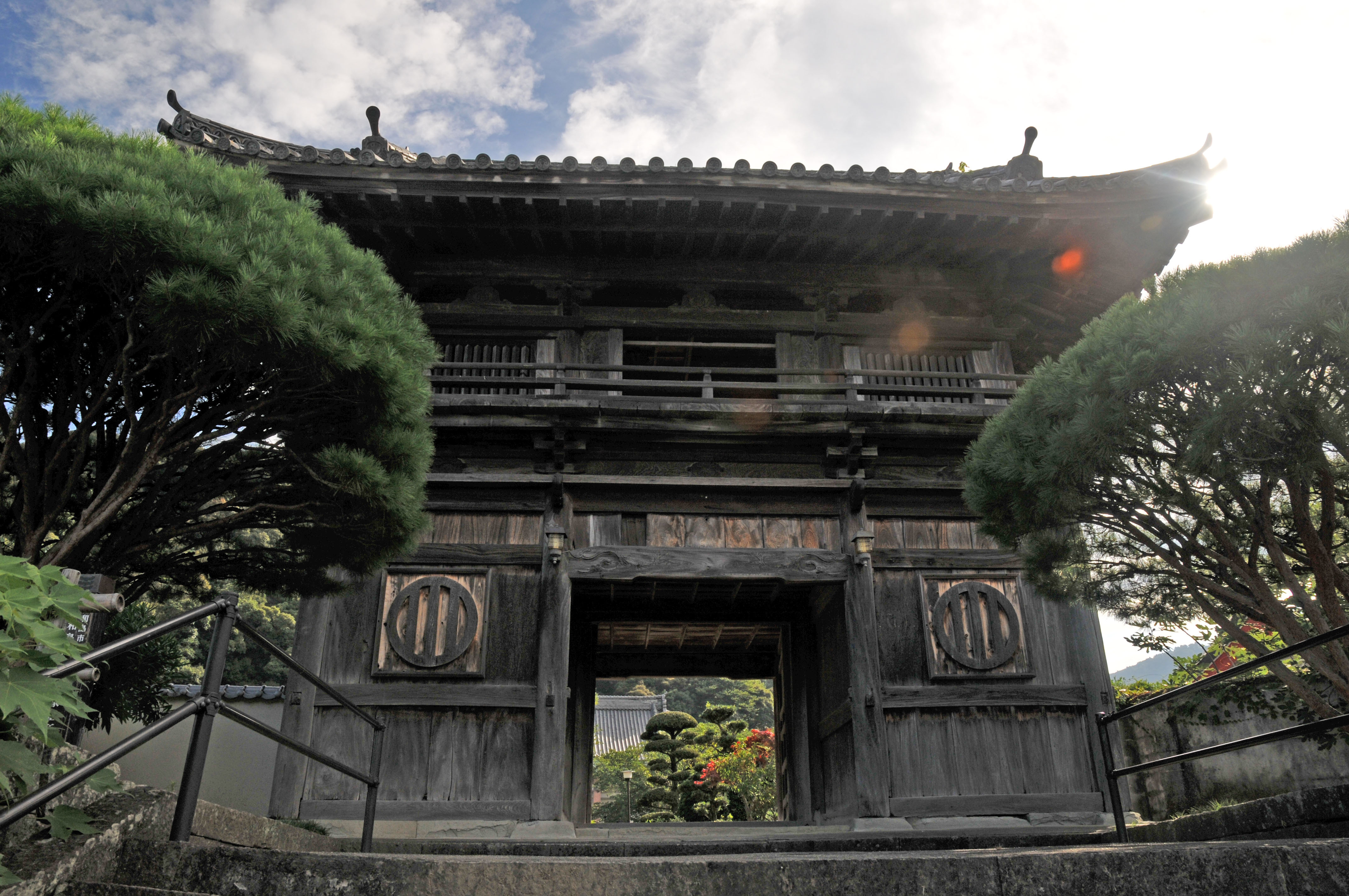
等覺寺
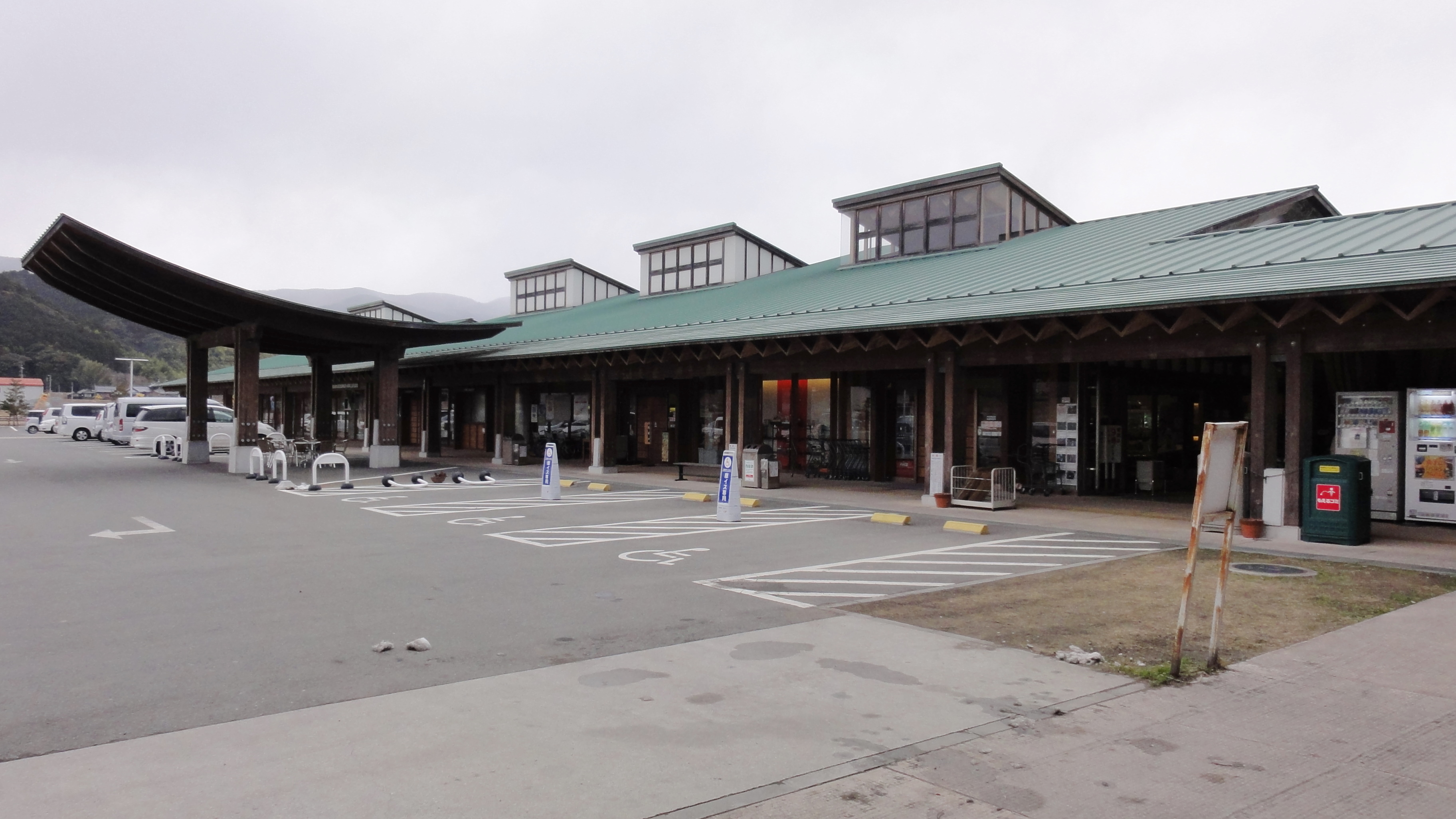
道之驛 みま

### 祭典、活動
- 鬥牛: 4月上旬
- 南樂園菖蒲祭: 5月下旬～6月上旬
- 夏祭: 7月下旬
- 宇和島産業祭: 11月上旬

## 教育
大學
- 愛媛女子短期大學

高等學校
- 愛媛縣立宇和島東高等學校
- 愛媛縣立宇和島南高等學校
- 愛媛縣立宇和島水産高等學校
- 愛媛縣立吉田高等學校
- 愛媛縣立津島高等學校
- 愛媛縣立三間高等學校

## 姊妹、友好城市

### 日本
- 仙台市（宮城縣）：在江戶時代同為伊達氏親族之領地。
- 大崎市（宮城縣）：原與岩出山町締結，2006年3月31日岩出山町合併為大崎市。
- 千曲市（長野縣）：原與更埴市締結，2003年9月1日更埴市合併為千曲市。
- 當別町（北海道）

### 海外
- 檀香山（美國夏威夷州）
由於2001年愛媛縣立宇和島水産高等學校的練習船「愛媛丸」在檀香山外海遭美國海軍潛艇撞沉，兩地因此締結關係。

## 本地出身之名人

### 政治
- 兒島惟謙：曾任大審院院長
- 增原惠吉：曾任香川縣知事、行政管理廳長官、北海道開発聽長官、防衛廳長官
- 今松治郎：曾任和歌山縣知事、靜岡縣知事、總理府總務長官
- 高畠龜太郎：曾任宇和島市長、眾議院議員

### 學術
- 木村鷹太郎：歷史學家
- 清家新一：物理學家
- 小林儀衛：記者
- 穂積陳重：日本民法推動者，日本第一批的法學博士。
- 穗積八束：日本大學創辦人

### 企業
- 山下龜三郎：山下汽船創辦人
- 大宮庫吉：曾任寶酒造社長、會長
- 油屋熊八：早期開發別府温泉的商人
- 中島眞介：甜點師傅

### 藝術
- 伊藤大輔：電影導演
- 楠葉宏三：動畫製作人
- 高畠華宵：插畫畫家
- 濱田泰介：日本畫家
- 谷岡ヤスジ：漫畫家
- 土居孝幸：插畫家、人物設計師
- カナヘイ：插畫家、人物設計師
- 大和田建樹：詩人
- 末廣鐵腸：記者、小説家
- 片山恭一：小説家
- 須藤南翠：小説家
- 久保喬：作家
- 直遊紀：作家
- 中野逍遙：詩人
- 中井コッフ：歌人、醫師

### 體育
- 松田治廣：體操選手
- 吉村昌弘：競速游泳選手
- 岩村明憲：職業棒球選手
- 宮出隆自：職業棒球選手
- 平井正史：職業棒球選手
- 橋本將：職業棒球選手
- 上甲正典：棒球教練

### 演藝
- 松山惠子：歌手
- 土居裕子：歌手、俳優
- 大石昌良 (Sound Schedule)： 歌手
- 林家源平：落語家、俳優

## 外部連結
- （日語） 宇和島市観光協会（页面存档备份，存于）
- （日語） 維客旅行上的宇和島市（页面存档备份，存于）
- （日語） 宇和島觀光宣傳隊（页面存档备份，存于）
- OpenStreetMap上有關宇和島市的地理
- 维基导游上有關宇和島市（英文）的旅行指南